# Ein tolles Gefühl
Ein tolles Gefühl (OT: It's a Great Feeling) ist eine US-amerikanische Filmkomödie aus dem Jahr 1949 von David Butler mit Doris Day in der Hauptrolle und zahlreichen Stars mit Gastauftritten. Das Drehbuch des Films basiert lose auf einer Erzählung von I. A. L. Diamond.

## Handlung
Filmproduzent Arthur Trent fragt die Regisseure Raoul Walsh, King Vidor, Michael Curtiz und David Butler, ob sie den Film „Mademoiselle Fifi“ inszenieren würden. Alle lehnen ab, weil keiner der Regisseure mit dem Egozentriker Jack Carson arbeiten will. In seiner Verzweiflung übergibt Trent Carson die Leitung des Films. Dennis Morgan, der für den Film eingeplant wurde, wird eine Rolle bei einem Broadwaystück angeboten. Trotz aller Bemühungen Carsons, Morgan zu überzeugen, nimmt dieser das Angebot an.
Auch das Cateringpersonal mag Carson nicht. Als eine Kellnerin sich beklagt, ihn bedienen zu sollen, sieht ihre Kollegin Judy Adams darin die langersehnte große Chance. Denn die ambitionierte Jungschauspielerin ist bereits seit mehreren Monaten in der Stadt, ohne auch nur einen einzigen Vorsprechtermin gehabt zu haben. Judy kommt aus einer Kleinstadt in Wisconsin. Sie findet heraus, dass Carson aus derselben Gegend stammt. Carson will Judys Talent testen. Sie soll seine heimliche Frau spielen, die schwanger ist und in bitterer Armut lebt. Sollte sie Morgan dazu bringen, den Filmvertrag zu unterschreiben, werde sie eine Rolle in dem Film bekommen. Tatsächlich kann Judy Morgan durch ihre herzzerreißende Darstellung dazu bewegen, in dem Film mitzumachen. Doch Carson steht nicht zu seinem Wort.
Als keine Schauspielerin mit Carson als Regisseur arbeiten will, macht Morgan ihm den Vorschlag, eine Unbekannte als Star zu engagieren, nämlich Judy. Beide können Judy am Bahnhof abfangen, die zurück nach Wisconsin reisen will, um dort zu heiraten. Carson und Morgan wissen, dass Trent gerne selber Talente entdeckt, und lassen immer wieder Judy in seiner Nähe in verschiedenen Aufmachungen auftauchen. Trent beginnt an sich zu zweifeln, da für ihn alle Frauen gleich aussehen. Carson macht mit Judy Aufnahmetests. Doch Carsons Unerfahrenheit sorgt für Chaos, in dem Carsons Stimme zu hören ist, wenn Judy im Bild ist. Carson und Morgan entscheiden sich, Judy als einen französischen Star, Yvette Lamour, auszugeben. Die List fliegt jedoch auf, als Judy bei ihrer Vorführung ins Stolpern gerät und ihre Perücke verliert.
Judys ältere Nachbarin Grace ist der Auffassung, dass Judy besser nach Hause zurückkehren und ihren Verlobten heiraten sollte. Judy hört, wie Morgan und Carson einer anderen Schauspielerin ein Angebot machen. Wütend nimmt sie den nächsten Zug in die Heimat. Trent, der einen Nervenzusammenbruch erlitten hat, ist im selben Zug. In der Nacht hört er Judys Gesang aus dem Speisewagen. Er bietet ihr eine Rolle in seinem nächsten Film an, doch Judy, die genug von Versprechungen hat, verabreicht ihm eine Ohrfeige. Carson und Morgan erfahren von dem Vorfall. Sie eilen nach Wisconsin, um die geplante Hochzeit zu stoppen. Doch sie kommen zu spät. Judy hat einen Mann geheiratet, der große Ähnlichkeit mit Errol Flynn hat.

## Auszeichnungen
Der Film ging in die Oscarverleihung 1950 mit einer Nominierung in der Kategorie:
- Oscar/Bester Song – It’s a Great Feeling von Jule Styne (Melodie) und Sammy Cahn (Text), gesungen von Doris Day.

## Hintergrund
Der Film wurde am 1. August 1949 in den USA uraufgeführt. In Deutschland erschien er erstmals am 27. November 1971 im Rahmen einer TV-Premiere im dritten Programm des NDR. Es wurde dabei die Originalfassung mit deutschen Untertiteln ausgestrahlt. In späteren Wiederholungen erschien der Film auch unter den Titeln Einfach wunderbar und Judy erobert Hollywood. Warner Bros. ließ eine Musical-Satire inszenieren, die nicht nur das Filmbusiness persifliert, sondern auch das Studio selber. Die Story des Filmes weist Parallelen zu Doris Day auf, die hier in ihrem dritten Film zu sehen ist. Auch Doris Day war von Hollywood desillusioniert und wollte zurück nach Cincinnati reisen. Doch im Gegensatz zur Filmfigur Judy konnte sie später im Filmgeschäft Fuß fassen und wurde zu einem Star.
Jack Carson und Dennis Morgan waren eng befreundet und machten zusammen 15 Filme. Mit Doris Day stand Carson drei Mal vor der Kamera. Folgende Stars hatten Cameo-Auftritte: Mel Blanc (Synchronsprecher von Bugs Bunny), Regisseur David Butler, Gary Cooper, Joan Crawford, Regisseur Michael Curtiz, Franklyn Farnum, Errol Flynn (als Judys Verlobter), Sydney Greenstreet, Komponist Ray Heindorf, Danny Kaye, Patricia Neal, Eleanor Parker, Ronald Reagan und dessen Tochter Maureen, Edward G. Robinson, Regisseur King Vidor, Regisseur Raoul Walsh und Jane Wyman. Hinzu kam Nita Talbot in ihrem Leinwanddebüt.

## Kinoauswertung
Die Produktionskosten beliefen sich auf 1.452.000 US-Dollar. An der Kinokasse erwies sich der Film als populär und spielte in den USA 2.059.000 US-Dollar ein, zu denen weitere 645.000 US-Dollar von den Auslandsmärkten kamen. Am Ende beliefen sich die Einnahmen auf kumulierte 2.713.000 US-Dollar.

## Soundtrack
Neben dem für den Oscar nominierten Titelsong komponierten Jule Styne und Sammy Cahn folgende Songs: Give Me a Song with a Beautiful Melody (gesungen von Dennis Morgan), Fiddle Dee Dee (gesungen von einem Quartett), At the Cafe Rendezvous (gesungen von Doris Day), That Was a Big Fat Lie (gesungen von Doris Day und Jack Carson), There's Nothing Rougher than Love (gesungen von Doris Day, Dennis Morgan und Jack Carson) und Blame My Absent-Minded Heart (gesungen von Doris Day und Dennis Morgan).

## Kritiken
Variety lobte besonders den Auftritt von Joan Crawford, die auf gekonnte Art ihre bisherigen Filmauftritte als energische Frau im Kampf gegen die Unterdrückung durch eine männliche Gesellschaft parodiere und damit einige der lautesten Lacher provoziere („does a pip of a bit [...] rating plenty of howls“).
Tom Santopietro meinte in seiner Doris-Day-Biographie sogar, dass Crawfords Selbstparodie der lustigste Moment des ganzen Films sei.
Das Lexikon des internationalen Films bezeichnet den Film als „eine bescheiden-amüsante Komödie, die den Hollywood-Betrieb gutmütig-ironisch glossiert. Ihre ‚Film-im-Film‘-Story ermöglicht Kurzauftritte vieler attraktiver Warner-Stars.“